# Oberea nigrotibialis
Oberea nigrotibialis är en skalbaggsart som beskrevs av Stefan von Breuning 1972. Oberea nigrotibialis ingår i släktet Oberea och familjen långhorningar. Inga underarter finns listade i Catalogue of Life.